# Junction Village
Junction Village är en del av en befolkad plats i Australien. Den ligger i kommunen Casey och delstaten Victoria, omkring 46 kilometer sydost om delstatshuvudstaden Melbourne. Antalet invånare är 1 159.
Runt Junction Village är det ganska tätbefolkat, med 56 invånare per kvadratkilometer.. Närmaste större samhälle är Berwick, omkring 12 kilometer norr om Junction Village.
Trakten runt Junction Village består till största delen av jordbruksmark. Genomsnittlig årsnederbörd är 1 251 millimeter. Den regnigaste månaden är maj, med i genomsnitt 154 mm nederbörd, och den torraste är januari, med 51 mm nederbörd.